# Колесник Ігор Іванович
Коле́сник І́гор Іва́нович (нар. 30.11.1966) —  генерал-полковник Збройних Сил України, перший заступник начальника Генерального штабу Збройних Сил України (2016-2019).
У минулому ― командир оперативного командування «Північ» (до 2013 року — 13-й армійський корпус).

## Життєпис
Народився у 1966 році.
У 1983 році закінчив Київське суворовське військове училище.
У період 08.1983—09.1987 — курсант Московського вищого загальновійськового командного училища.[джерело?]
Офіцерську службу розпочав у 1987 році на посаді командира мотострілецького взводу у Прикарпатському воєнному окрузі. До 1995 року, пройшовши щаблями військової служби став начальником штабу — першим заступником мотострілецького полку.
У 1997 році здобув військову освіту оперативно-тактичного рівня у Національній академії оборони України. По завершенні навчання проходив службу у Західному Оперативному Командуванні на посадах: командир мотострілецького полку; командир окремої механізованої бригади.
У 2006 році завершив навчання на факультеті підготовки фахівців оперативно-стратегічного рівня Національної академії оборони України, призначений на посаду начальника штабу — першого заступника командира 13-го армійського корпусу Сухопутних військ Збройних Сил України.
20 серпня 2009 року указом Президента України № 645/2009 полковнику Колеснику було присвоєно звання генерал-майора.
У березні 2011 року, після виходу у запас генерал-лейтенанта Горошнікова, призначений тимчасово виконувакем обов'язки командира 13-го армійського корпусу. Наприкінці травня того ж року Колесника відсторонили від виконання обов'язків на час слідства у справі продажу озброєння прапорщиком підпорядкованої йому військової частини, однак згодом він продовжив службу на тій же посаді. У вересні, після призначення командиром корпусу генерал-майора Попка, повернувся до виконання обов'язків начальника штабу.
2 липня 2012 року наказом Міністра оборони України призначений командиром 13-го армійського корпусу, а 6 грудня того ж року присвоєно звання «генерал-лейтенант». У листопаді 2013 року 13-й армійський корпус переформований в оперативне командування «Північ», командиром якого залишився Колесник.
У липні 2014 року під час війни на сході України деякі ЗМІ розповсюдили інформацію, що генерал-лейтенант Колесник відвідав бійців на передовій і на їх запитання, де взяти бронежилети, відповів: «Добудете у бою!». Пресцентр ОК «Північ» спростував цю інформацію, зазначивши, що солдати згаданої танкової бригади забезпечені засобами захисту на 90 %.
У 2015 році призначений на посаду заступника начальника Генерального штабу Збройних Сил України.
У 2016 році призначений на посаду першого заступника начальника Генерального штабу Збройних Сил України.
У серпні 2017 року Указом Президента України Ігорю Івановичу Колеснику присвоєно чергове військове звання генерал-полковник.

## Нагороди
За значний особистий внесок у зміцнення національної безпеки і обороноздатності Української держави, зразкове виконання військового, службового обов'язку у захисті конституційних прав і свобод громадян відзначений:
- орденом Богдана Хмельницького III ступеня (22.08.2016)[9]
- орденом Данила Галицького (22.08.2005)[10]
- медалями